# Герб на Бразилия
Гербът на Бразилия (от хералдическа гледна точка – емблема) е създаден на 19 ноември 1889 година – четири дена, след като Бразилия става република.
Гербът се състои в центъра от емблема, заобиколена от клонки кафе и тютюн, съответно отляво и отдясно – култури, важни по това време за Бразилия. В синия кръг в центъра може да се види Южният кръст. Пръстенът от 27 звезди, който го обгражда, представлява 26-те щата и федералният окръг.
Синята лента отдолу съдържа на първия ред официалното име на Бразилия – Федеративна република Бразилия (на португалски: República Federativa do Brasil). На втория ред е изписана датата, на която е създадена федеративната република – 15 ноември 1889 година.